# Škoda 100
Der Škoda 100 (kurz Š100) sowie die stärker motorisierte Variante Škoda 110 (kurz Š110) ist ein Pkw von AZNP (Škoda), der ab 1969 das Modell Škoda 1000 MB/1100 MB ablöste. Das Coupé trug die Modellbezeichnung 110 R.

## Modellgeschichte
Präsentiert wurde das Fahrzeug im Jahr 1969 als „Škoda 1000 MB Modell 1970“, in der Serie erhielt es dann die Bezeichnung „Škoda 100“. Tatsächlich handelt es sich beim Š100 weniger um ein neues Auto als vielmehr eine Modellpflege des Vorgängermodells. Die Karosserie wurde im Front- und Heckbereich umgestaltet, eine konstruktive Änderung gab es dabei nur bei der Anordnung des Reserverads. Auch Motor und Fahrwerk des Š100 entsprechen weitgehend denen des Vorgängermodells. Erhebliche Verbesserungen stellten Dunlop-Scheibenbremsen vorn, eine Zweikreisbremsanlage (TT-Aufteilung) und selbstschmierende Gleitlager unter anderem in der Vorderradführung dar. Die neuen Scheinwerfer mit 160 mm Lichtaustrittsdurchmesser verbesserten die Sichtverhältnisse erheblich und das Auswechseln der Glühlampen war dank eines Drehmechanismus ohne Demontage des Lampentopfes möglich. Weitere elektrische Neuerungen waren unter anderem eine Anlasswiederholsperre, ein dreistufiger Scheibenwisch-Intervallschalter und eine Warnblinkanlage. Die Innenausstattung wurde mit Blick auf mehr aktive und passive Sicherheit umfassend überarbeitet.
Von Anfang an war neben dem Š100 mit 1,0-l-Motor und 40 DIN-PS auch die Luxusausführung L („Luxe“) und der Š110 L mit dem vom 1100 MB bekannten 1,1-l-Motor und 49 DIN-PS im Angebot. Die L-Ausführungen besaßen eine reichhaltigere Ausstattung und mehr Chromverzierung der Karosserie. 1970 wurde die Modellpalette um den Škoda 110 R als sportliches Coupé erweitert, dessen Motorleistung anfangs mit 55 DIN-PS angegeben, wenig später auf 52 DIN-PS geändert wurde.  Dieser Motor war nun auch in der Limousine erhältlich, das betreffende Modell wurde als 110 LS bezeichnet und wies zudem eine nochmals gehobene Ausstattung verglichen mit dem 110 L auf. Der 110 LS hatte wie auch das Coupé vier Scheinwerfer. Nach der staatlichen Preisliste kostete die Basisversion Standard im Jahr 1972 45.000 Kronen.
Während der Produktion des 100/110 gab es mehrere Änderungen im Detail. In der zweiten Jahreshälfte 1971 (Modell 1972) wurden die vom 1000 MB bekannten Tankeinfüllstutzen an den vorderen Kotflügeln durch eine einfache Tankklappe ersetzt, dabei entfielen auch die Firmenschilder an den vorderen Kotflügeln. Schon 1973 wurde der Tankeinfüllstutzen erneut geändert, außerdem wurde die Heizung verbessert. Versenkte Türgriffe und eine Zierleiste mit Škoda-Schriftzug an der Frontverkleidung auch an der Standardausführung waren Erkennungsmerkmale des Modells 73. Teilesätze wurden nach Neuseeland exportiert und dort zusammengebaut. Der millionste Škoda seit Eröffnung der neuen Produktionslinien im Stammwerk Mladá Boleslav wurde auf der Internationalen Maschinenbaumesse Brno 1973 vorgestellt. Nachfolger dieser Modelle war ab 1976 die Škoda-105/120-Serie. Eine geringe Stückzahl des Škoda 100 wurde auch 1977 noch gebaut, und die Produktion des 110 R lief noch bis 1982 weiter.
Škoda war rückblickend betrachtet zu einem ungünstigen Zeitpunkt auf das Heckmotor-Konzept umgestiegen. Schon wenige Jahre nach Erscheinen des Vorläufers 1000 MB ging die Tendenz im Automobilbau weg vom Heckmotor, sodass Ende der 1960er Jahre erneut eine komplette Umstellung des Fahrzeugkonzepts erforderlich gewesen wäre. Dies lehnte die damalige Regierung ab. 1964 war eigens für den 1000 MB ein neues Werk gebaut worden, für ein wiederum neues Fahrzeug mit Frontmotor hätten erneut umfangreiche Investitionen getätigt werden müssen. Dies erschien der Regierung unwirtschaftlich. Zudem war das alte Montagewerk vom Octavia kurz vor Produktionsende abgebrannt, der Schaden wurde auf 320 Millionen Kronen geschätzt.

## Technik und Aufbau
Der längs im Heck eingebaute, wassergekühlte Reihenvierzylindermotor mit Aluminiumdruckgussgehäuse, aber Grauguss-Zylinderkopf hat eine kettengetriebene, seitliche Nockenwelle und zwei hängende Ventile pro Zylinder. Ein Jikov-Fallstromvergaser mit Choke bereitete das Gemisch auf. Das Getriebe hat eine lange Übersetzung, war vollsynchronisiert und hat vier Gänge.
Die selbsttragende Skelettkarosserie aus Stahlblech hat vier Türen. Sie erhielt vom Werk aus eine Tauchbadphosphatierung als Rostschutz. Dabei wurde eine schwefelhaltige sowjetische Stahllegierung verwendet. Zudem war der Wasserablauf aus den Hohlräumen der Karosserie unzureichend. Die Karosserie war dadurch sehr rostempfindlich.
Die Vorderräder waren einzeln an ungleich langen Doppelquerlenkern aufgehängt, die hinteren an einer Pendelachse mit Schubstreben. Fahrbahnunebenheiten wurden durch Schraubenfedern vorne und hinten mit Teleskopstoßdämpfern ausgeglichen. Das Lenkgetriebe des Kraftfahrzeugs arbeitet mit Spindel und Mutter. Hinten wird das Fahrzeug durch Trommel-, vorne durch Scheibenbremsen abgebremst. Konstruktionsbedingt neigte der Škoda 100 neben seiner ausgeprägten Seitenwindempfindlichkeit zu starkem Eigenlenkverhalten. Ein Querstabilisator vorn zwang das Fahrzeug bei geringer Querbeschleunigung zwar zum untersteuern. Doch bei stärkeren Lenkkräften und Geschwindigkeiten ging der Škoda 100 aufgrund der Hecklastigkeit in ein ausgeprägtes Übersteuern über, das sich in kritischen Situationen zum Ausbrechen des Hecks steigern konnte. Hinzu kamen die Aufstützeffekte der veralteten Pendelachse, die allerdings durch eine straff ausgelegte Federung gering gehalten werden konnten – mit den entsprechenden Komforteinbußen.

### Technische Daten und Stückzahlen
|                           | Technische Daten in Großserie produzierter Š100/110-Typen                                                | Technische Daten in Großserie produzierter Š100/110-Typen                                                | Technische Daten in Großserie produzierter Š100/110-Typen                                                | Technische Daten in Großserie produzierter Š100/110-Typen                                                | Technische Daten in Großserie produzierter Š100/110-Typen                                                |
| Š100 Standard             | Š100 de Luxe                                                                                             | Š110 L                                                                                                   | Š110 LS                                                                                                  | Š110 R                                                                                                   | |
| ------------------------- | --- | --- | --- | --- | --- |
| Motor                     | Reihenvierzylinder-Viertakt-Ottomotor, wassergekühlt, im Heck eingebaut                                  | Reihenvierzylinder-Viertakt-Ottomotor, wassergekühlt, im Heck eingebaut                                  | Reihenvierzylinder-Viertakt-Ottomotor, wassergekühlt, im Heck eingebaut                                  | Reihenvierzylinder-Viertakt-Ottomotor, wassergekühlt, im Heck eingebaut                                  | Reihenvierzylinder-Viertakt-Ottomotor, wassergekühlt, im Heck eingebaut                                  |
| Motorbaumuster            | Škoda 722                                                                                                | Škoda 722                                                                                                | Škoda 717                                                                                                | Škoda 719                                                                                                | Škoda 718k                                                                                               |
| Hubraum                   | 988 cm³                                                                                                  | 988 cm³                                                                                                  | 1107 cm³                                                                                                 | 1107 cm³                                                                                                 | 1107 cm³                                                                                                 |
| Bohrung × Hub             | 68 mm × 68 mm                                                                                            | 68 mm × 68 mm                                                                                            | 72 mm × 68 mm                                                                                            | 72 mm × 68 mm                                                                                            | 72 mm × 68 mm                                                                                            |
| DIN-Leistung              | 42 PS (30,9 kW) bei 4650/min                                                                             | 42 PS (30,9 kW) bei 4650/min                                                                             | 48 PS (35,3 kW) bei 4900/min                                                                             | 52 PS (38,2 kW) bei 4650/min                                                                             | 52 PS (38,2 kW) bei 4650/min                                                                             |
| Drehmoment (DIN)          | 7,2 kpm (70,6 Nm) bei 2800/min                                                                           | 7,2 kpm (70,6 Nm) bei 2800/min                                                                           | 8,6 kpm (84,3 Nm) bei 3200/min                                                                           | 8,8 kpm (86,3 Nm) bei 3500/min                                                                           | 8,8 kpm (86,3 Nm) bei 3500/min                                                                           |
| Verdichtung               | 8,3 : 1                                                                                                  | 8,3 : 1                                                                                                  | 8,8 : 1                                                                                                  | 9,5 : 1                                                                                                  | 9,5 : 1                                                                                                  |
| Vergaser                  | Fallstromvergaser Jikov mit mechanischer Betätigung des Startvergasers, Anzahl = 1, verschiedene Modelle | Fallstromvergaser Jikov mit mechanischer Betätigung des Startvergasers, Anzahl = 1, verschiedene Modelle | Fallstromvergaser Jikov mit mechanischer Betätigung des Startvergasers, Anzahl = 1, verschiedene Modelle | Fallstromvergaser Jikov mit mechanischer Betätigung des Startvergasers, Anzahl = 1, verschiedene Modelle | Fallstromvergaser Jikov mit mechanischer Betätigung des Startvergasers, Anzahl = 1, verschiedene Modelle |
| Elektrik                  | 12 V, Lichtmaschine: Gleichstrom, 300 W (ab 1973: Drehstrom, 490 W)                                      | 12 V, Lichtmaschine: Gleichstrom, 300 W (ab 1973: Drehstrom, 490 W)                                      | 12 V, Lichtmaschine: Gleichstrom, 300 W (ab 1973: Drehstrom, 490 W)                                      | 12 V, Lichtmaschine: Gleichstrom, 300 W (ab 1973: Drehstrom, 490 W)                                      | 12 V, Lichtmaschine: Gleichstrom, 300 W (ab 1973: Drehstrom, 490 W)                                      |
| Getriebe                  | Vollsynchronisiertes Vierganggetriebe mit Knüppelschaltung                                               | Vollsynchronisiertes Vierganggetriebe mit Knüppelschaltung                                               | Vollsynchronisiertes Vierganggetriebe mit Knüppelschaltung                                               | Vollsynchronisiertes Vierganggetriebe mit Knüppelschaltung                                               | Vollsynchronisiertes Vierganggetriebe mit Knüppelschaltung                                               |
| Lenkgetriebe              | Spindel und Mutter                                                                                       | Spindel und Mutter                                                                                       | Spindel und Mutter                                                                                       | Spindel und Mutter                                                                                       | Spindel und Mutter                                                                                       |
| Bremsen                   | Zweikreisbremsanlage, Scheibenbremsen vorn (Dunlop-Lizenz), Trommelbremsen hinten                        | Zweikreisbremsanlage, Scheibenbremsen vorn (Dunlop-Lizenz), Trommelbremsen hinten                        | Zweikreisbremsanlage, Scheibenbremsen vorn (Dunlop-Lizenz), Trommelbremsen hinten                        | Zweikreisbremsanlage, Scheibenbremsen vorn (Dunlop-Lizenz), Trommelbremsen hinten                        | Zweikreisbremsanlage, Scheibenbremsen vorn (Dunlop-Lizenz), Trommelbremsen hinten                        |
| Vorderachse               | Trapez-Dreieckquerlenker, Schraubenfedern, Teleskopstoßdämpfer, Querstabilisator                         | Trapez-Dreieckquerlenker, Schraubenfedern, Teleskopstoßdämpfer, Querstabilisator                         | Trapez-Dreieckquerlenker, Schraubenfedern, Teleskopstoßdämpfer, Querstabilisator                         | Trapez-Dreieckquerlenker, Schraubenfedern, Teleskopstoßdämpfer, Querstabilisator                         | Trapez-Dreieckquerlenker, Schraubenfedern, Teleskopstoßdämpfer, Querstabilisator                         |
| Hinterachse               | Pendelachse mit Längsschubstreben, Schraubenfedern, Teleskopstoßdämpfer                                  | Pendelachse mit Längsschubstreben, Schraubenfedern, Teleskopstoßdämpfer                                  | Pendelachse mit Längsschubstreben, Schraubenfedern, Teleskopstoßdämpfer                                  | Pendelachse mit Längsschubstreben, Schraubenfedern, Teleskopstoßdämpfer                                  | Pendelachse mit Längsschubstreben, Schraubenfedern, Teleskopstoßdämpfer                                  |
| Eigenmasse                | 775 kg                                                                                                   | 790 kg                                                                                                   | 795 kg                                                                                                   | 790 kg                                                                                                   | 835 kg                                                                                                   |
| Leergewicht               | 805 kg                                                                                                   | 820 kg                                                                                                   | 825 kg                                                                                                   | 840 kg                                                                                                   | 880 kg                                                                                                   |
| zulässiges Gesamtgewicht  | 1180 kg                                                                                                  | 1195 kg                                                                                                  | 1200 kg                                                                                                  | 1215 kg                                                                                                  | 1200 kg                                                                                                  |
| Nutzlast                  | 375 kg                                                                                                   | 375 kg                                                                                                   | 375 kg                                                                                                   | 375 kg                                                                                                   | 320 kg                                                                                                   |
| Karosserie                | selbsttragende Ganzstahlkarosserie                                                                       | selbsttragende Ganzstahlkarosserie                                                                       | selbsttragende Ganzstahlkarosserie                                                                       | selbsttragende Ganzstahlkarosserie                                                                       | selbsttragende Ganzstahlkarosserie                                                                       |
| Karosserieform            | Limousine, 4-türig                                                                                       | Limousine, 4-türig                                                                                       | Limousine, 4-türig                                                                                       | Limousine, 4-türig                                                                                       | Coupé, 2-türig                                                                                           |
| Maße (L × B × H)          | 4155 mm × 1620 mm × 1380 mm                                                                              | 4155 mm × 1620 mm × 1380 mm                                                                              | 4155 mm × 1620 mm × 1380 mm                                                                              | 4155 mm × 1620 mm × 1380 mm                                                                              | 4155 mm × 1620 mm × 1340 mm                                                                              |
| Radstand                  | 2400 mm                                                                                                  | 2400 mm                                                                                                  | 2400 mm                                                                                                  | 2400 mm                                                                                                  | 2400 mm                                                                                                  |
| Spurweite vorn/hinten     | 1280 mm/1250 mm                                                                                          | 1280 mm/1250 mm                                                                                          | 1280 mm/1250 mm                                                                                          | 1280 mm/1250 mm                                                                                          | 1280 mm/1250 mm                                                                                          |
| Wendekreis                | 10,2 m                                                                                                   | 10,2 m                                                                                                   | 10,2 m                                                                                                   | 10,2 m                                                                                                   | 10,2 m                                                                                                   |
| Bodenfreiheit             | 175 mm                                                                                                   | 175 mm                                                                                                   | 175 mm                                                                                                   | 175 mm                                                                                                   | 175 mm                                                                                                   |
| Kofferraum                | 370 Liter                                                                                                | 370 Liter                                                                                                | 370 Liter                                                                                                | 370 Liter                                                                                                | 370 Liter                                                                                                |
| Tankinhalt                | 32 l | 32 l | 32 l | 32 l | 32 l |
| Beschleunigung 0–100 km/h | 24 s | 24 s | 20 s | 18,5 s                                                                                                   | 18,5 s                                                                                                   |
| Höchstgeschwindigkeit     | 125 km/h                                                                                                 | 125 km/h                                                                                                 | 135 km/h                                                                                                 | 145 km/h                                                                                                 | 145 km/h                                                                                                 |
| Kraftstoffverbrauch (DIN) | 7 l/100 km                                                                                               | 7 l/100 km                                                                                               | 7,7 l/100 km                                                                                             | 8,5 l/100 km                                                                                             | 8,5 l/100 km                                                                                             |
| Stückzahl                 | 602.020                                                                                                  | 217.767                                                                                                  | 219.864                                                                                                  | 40.057                                                                                                   | 56.902                                                                                                   |

## Export

### Export in die DDR
Der Š100 wurde in großem Umfang von der Deutschen Demokratischen Republik importiert. Es sollen mehr als 142 000 Exemplare ins Land gekommen sein – allerdings ausschließlich in der Grundausführung, sowie einige 110 R. Im Jahr 1970 wurden 20 189 Škodas von der DDR importiert. 1975 waren 10,6 % aller in der DDR zugelassenen Pkw Škodas, zu einem Großteil Škoda 100. Neu kostete der Wagen rund 15.800 Mark und war damit etwas preiswerter als der Wartburg. Zudem war der Š100 aufgrund des relativ kleinen Kofferraums (250 l im vorderen und 120 l hinter den umklappbaren Rücksitzen) nur begrenzt familientauglich, und ein Kombimodell wurde nicht produziert. Die Fahrzeuge waren für ihre Rostanfälligkeit berüchtigt, im Volksmund hießen sie BMSR-Auto – kurz für Böhmisch-Mährischer Schnell-Roster.
In den Testberichten von KFT und Der Deutsche Straßenverkehr wurde dem Š100 ein eher mäßiges Urteil ausgestellt und dieser als Behelf auf der Durststrecke hin zu einem wirklich neuen Modell mit Frontantrieb gesehen. Die überarbeitete Karosseriegestaltung wurde als international nicht konkurrenzfähig und inkonsequent kritisiert, auch wenn es vielleicht Verfechter der neuen „Froschaugen“-Frontpartie gebe. Auch die Pendelachse hinten sei nicht mehr zeitgemäß. Die Seitenwindempfindlichkeit war unverändert groß. Die Fahrleistungen, vor allem das Beschleunigungsvermögen, waren überraschenderweise geringer als bei früheren 1000 MB, obwohl an Motor und Leergewicht keine dafür ursächlichen Änderungen feststellbar waren. Die Größe des Kofferraums sei nach wie vor unbefriedigend – vor allem im Vergleich zum Renault 10 zeige sich, dass hier die konstruktiven Möglichkeiten eines Heckmotorwagens nach wie vor nicht ausgereizt worden seien. Erhalten blieben immerhin die variablen Sitze, die sich leicht ausbauen oder zu einer Liegefläche umgestalten ließen. Die Verarbeitungsqualität der Testwagen war mäßig. Gelobt wurden neben dem niedrigen (aber im Vergleich zum 1000 MB leicht gestiegenen) Kraftstoffverbrauch von 8,5 l/100 km die Zugewinne an Sicherheit. Gleichzeitig gab es jedoch auch Kritik an der ungünstigen TT-Aufteilung der Bremskreise. Im Test als Gespann mit dem Wohnwagen Bastei wurden 74 km/h als Höchstgeschwindigkeit gemessen. Von der zu geringen Motorleistung abgesehen erwiesen sich Fahr- und Bremsverhalten des Gespanns jedoch als gut. In einer späteren Beurteilung von 1976 stellte man nochmals Qualitätseinbußen der Motoren fest, Leistungs- und Verbrauchswerte des 1000 MB ließen sich nicht mehr erreichen.

### Export in die BRD
Das Modell Š100 in Basisausführung kostete 1971 in der Bundesrepublik Deutschland 4985 DM. Dies entspricht inflationsbereinigt 10.200 Euro. Zum Vergleich: Der VW Golf I kostete 1974 in der Basisversion 7.995 DM, was in heutiger Währung ebenso inflationsbereinigt 13.600 Euro entspricht.

### Export nach Österreich
Im Herbst 1973 kostete der Š100 39.880 Schillinge.

## Kleinserien und Prototypen für den Motorsport

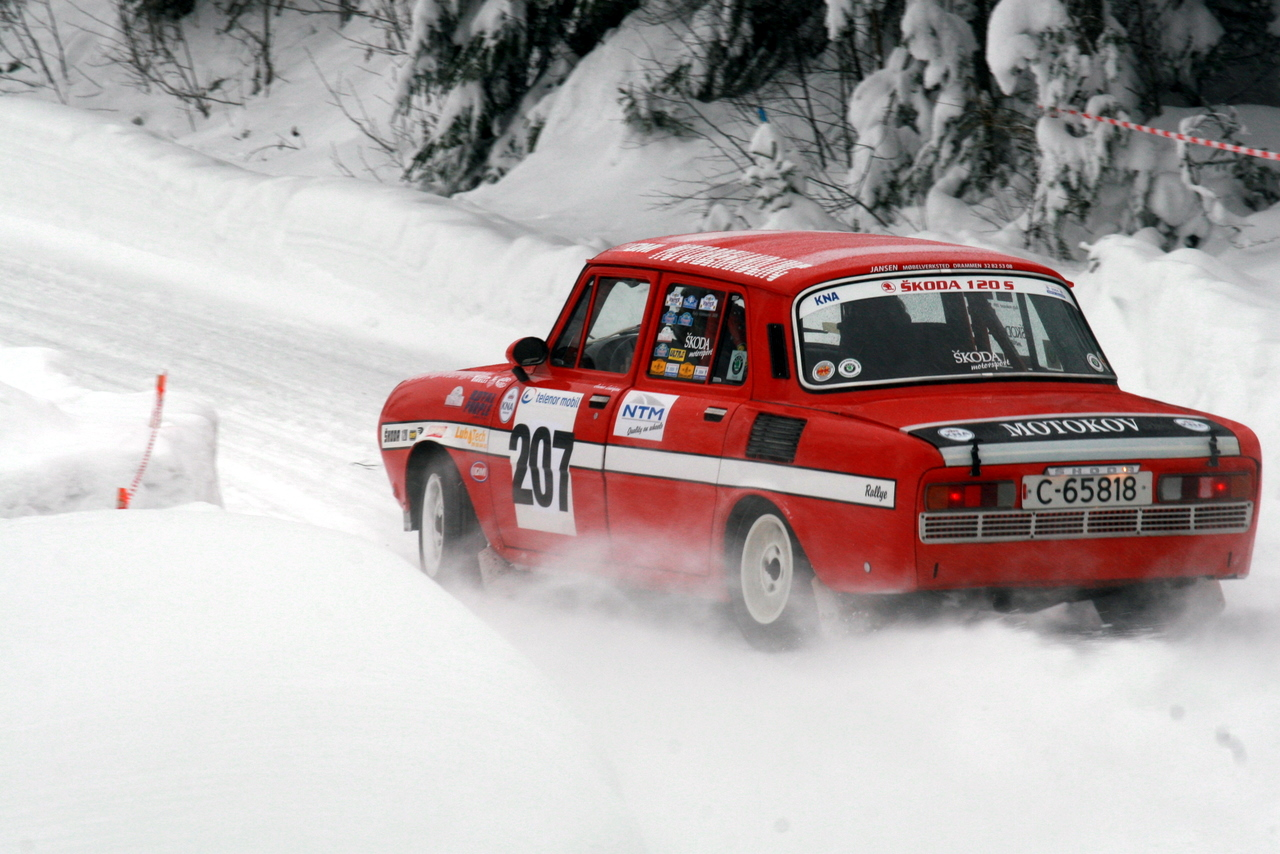
Škoda 110 Rennversion; der 120S

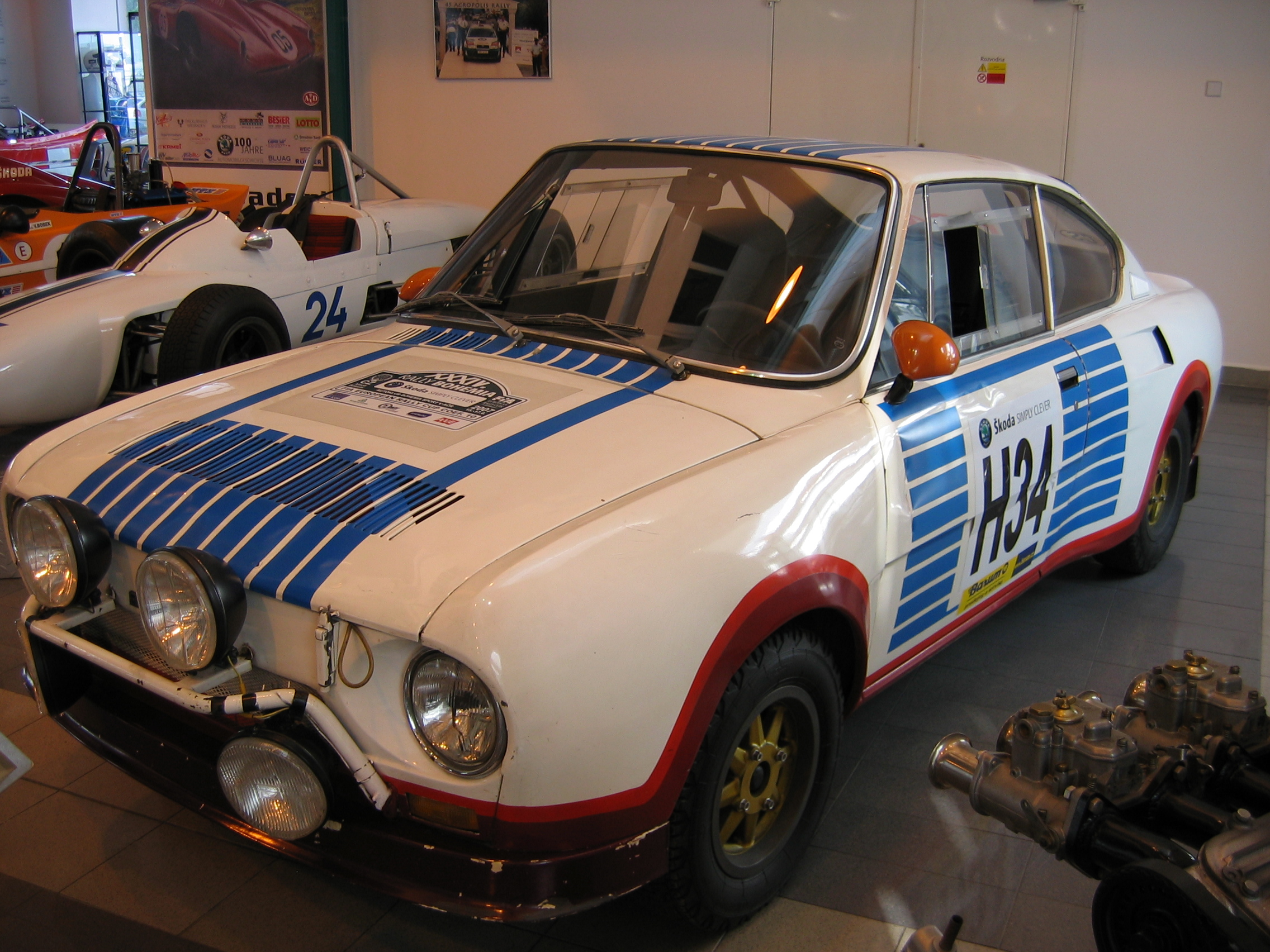
110 R

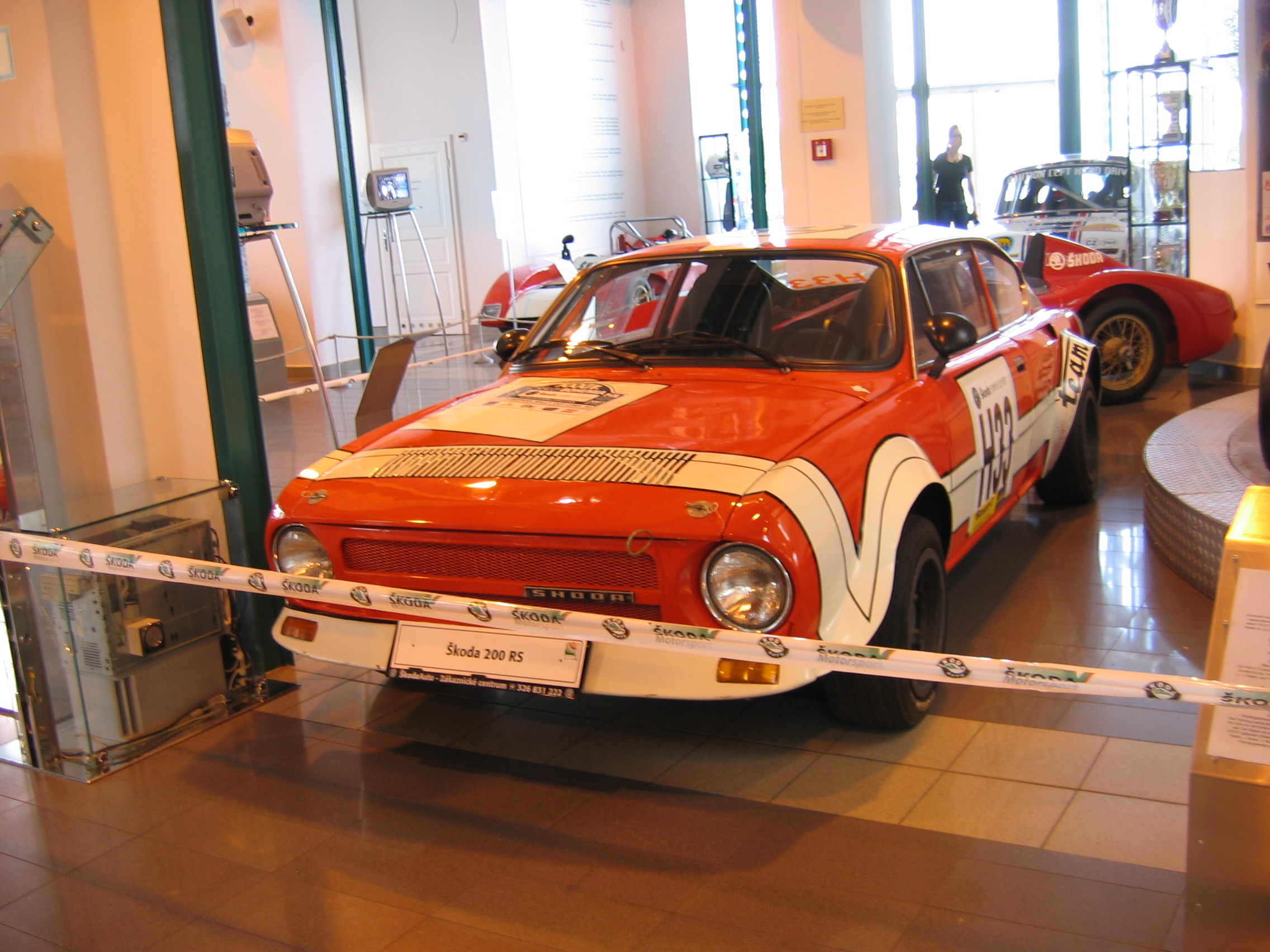
200 RS

Karosserie und Motor des Fahrzeugs waren mehrmals Basis für verschiedene Prototypen und Kleinstserien:
- Škoda 1100 GT, 1970 entstandener Prototyp mit gleichen Heckleuchten
- Škoda 110 Super Sport, auf dem 1100 GT basierendes Fahrzeug. Der Sportwagen spielte im Horrorfilm Der Autovampir die Hauptrolle.
- Škoda Kirby, ein Offroader für den italienischen Markt
- Škoda V. F. Buggy, ähnliches Aussehen wie der Kirby, jedoch für Belgien

1970 wurde der 110 L-Rallye präsentiert, dieser basierte auf dem 110 L, hatte jedoch einen auf 70 PS gebrachten Motor und wurde entsprechend der FIA Gruppe-I modifiziert.
Ab 1971 gab es den Škoda 120S, eine Limousine mit einem 1,2-Liter-Motor in Ausführungen mit 70 und 85 PS, sowie mit einem 1,3-Liter-Motor und 120 PS. Der nach vorn verlegte Kühler ermöglichte umfangreiche Änderungen an Ansaug- und Abgassystem im Motorraum. Merkmale des Innenraums waren unter anderem Schalensitze und ein Überrollkäfig. Die Höchstgeschwindigkeit betrug bis zu 220 km/h. Vom Typ 120S sollen 100 Stück gebaut worden sein. Vom Coupe wurden der 110 RS und 130 RS abgeleitet, von Letzterem wurden der erwähnten Quelle nach etwa 200 Fahrzeuge gebaut.